# لیکوی خطدار لوزون
لیکوی خطدار لوزون (نام علمی: Zosterornis striatus) نام یک گونه از سرده لیکوی خطدار است.